# إسماعيل رضوان
د.إسماعيل سعيد رضوان  قيادي في حركة حماس ووزير الأوقاف والشئون الدينية في حكومة حماس برئاسة الاستاذ إسماعيل هنية التي تسيطر على غزة . شغل سابقا المتحدث الاعلامي باسم حركة حماس، ويشغل منصب رئيس مجلس إدارة شبكة الأقصى الإعلامية وهو أيضا استاذا الحديث في الجامعة الإسلامية غزة ويحمل دكتوراه في علوم الحديث . وقد تسلم منصبه كوزير في التعديل الذي حصل على حكومة حماس في 2012 خلفا للوزير ا.د. صالح الرقب